# 桃園市桃園區桃園國民小學
桃園市桃園區桃園國民小學（Taoyuan Elementary School）為桃園市桃園區的一所國民小學，簡稱：桃園國小、桃小。坐落在桃園區中心。

## 沿革

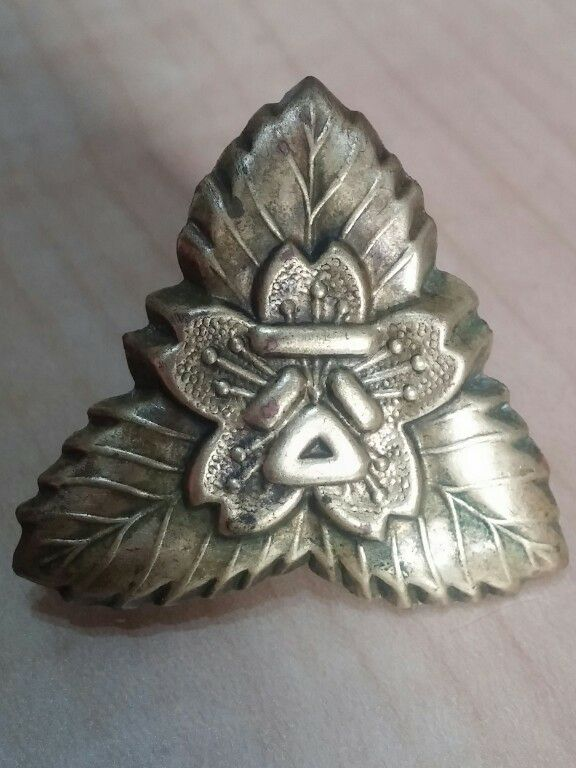
桃園第一公學校時期銅質帽章。

- 明治三十年（1897年）10月1日：於桃園文昌宮內設立臺北國語傳習所桃仔園分教場。
- 明治三十一年（1898年）10月1日：自臺北國語傳習所獨立，改稱桃仔園公學校。
- 明治三十八年（1905年）4月5日：改稱桃園公學校。
- 大正五年（1916年）7月1日：新建校舍竣工，桃園公學校遷於現址。
- 大正十年（1921年）11月21日：設立高等科。
- 大正十二年（1923年）4月1日：設立桃園公學校埔子分教場（今桃園市桃園區中埔國民小學）。
- 昭和九年（1934年）3月28日：桃園第二公學校（今桃園市桃園區東門國民小學）設立，改稱桃園第一公學校。
- 昭和十六年（1941年）4月1日：改稱武陵國民學校。
- 1945年10月25日：改稱桃園中心國民學校。
- 1949年3月1日：改稱桃園國民學校。
- 1952年10月13日：設立桃園國民學校中山分校（今桃園市桃園區中山國民小學）。[1]:248
- 1957年9月2日：設立桃園國民學校大林分校（今桃園市桃園區建國國民小學）。
- 1964年6月：設立桃園國民學校南門分校（今桃園市桃園區南門國民小學）。
- 1968年11月30日：改稱桃園國民小學。

## 校歌
大檜山頭兮瞻仰先烈
南崁河邊兮瞭望清流
歷史悠久兮傳統光榮
同悲樂同甘苦兮同學一千
規規矩矩兮態度
正正當當兮行為
遠大兮希望剛強兮意志
畢業時
桃花浪漫兮象徵智能
熱風飄揚兮琢磨體魄
前程燦爛兮青雲直上
和步伐齊邁進兮同學一千
規規矩矩兮態度
正正當當兮行為
遠大兮希望剛強兮意志

## 特色
- 閩南語朗讀：

桃園國小閩南語朗讀，至今已近15年，現由閩南語賴香鈴老師所帶領，學生們會在午休、早自修練習
- 田徑隊（躲避球）

桃園國小田徑隊，至今已近10年，第117屆田徑隊學生張逸軒曾獲市賽第三名，現田徑指導老師為體育組長胡文達老師所帶領，會於早自修在操場練習
- 美術班：

桃園國小美術班於民國76年成立至今已有二十餘年，三年級開始招生，因此三到六年級各有一班。每年5月份報名，6月份考試。美術班老師教學創新，學生表現優異，屢獲評鑑特優。
美術班每年舉辦成果展，六年級則舉辦畢業美展。美術班學生除課業作品表現優異外，對外參加各項繪畫比賽更是所向皆捷。每年學生畢業約有一半考上桃園國中美術班繼續在美術領域深造。
- 兒童舞蹈團：

桃園國小二年級兒童舞蹈團成立三十餘年，桃園國小二年級兒童舞蹈團目前是由現任學務主任沈康寧老師所帶領，每年開學後，由二年級的同學組隊參加，11月份參加市賽，隔年3月份參加全國賽。兒童舞蹈團隊在二年級教師團隊帶領下，年年拿下全國賽特優獎，是桃園國小的一大特色，也是桃園縣的特色。
學生平時利用早自修時間及下午課後的時間練習。很多曾參加過的畢業生至今仍懷念不已。此外，二年級兒童舞蹈團隊曾代表桃園縣應邀至台北國父紀念館參加民國100年的展演，廣受好評。
- 兒童樂隊：

桃園國小兒童樂隊是由學校劉茜妮老師及外聘張鴻宇老師指導，學生利用早自修時間進行團練，寒暑假則有訓練。
每一年夏天都會在學校的成果發表會，展現學生一年來的訓練成果。桃園國小兒童樂隊多年來參加市賽、全國賽都有優異的成績。

## 外部連結
- 桃園市桃園區桃園國民小學 （页面存档备份，存于）

1. ↑  鄭政誠. . 桃園縣桃園市公所. 2015. ISBN 9789860428810.